# Agrotis lanidorsa
Agrotis lanidorsa är en fjärilsart som beskrevs av Achille Guenée 1852. Agrotis lanidorsa ingår i släktet Agrotis och familjen nattflyn. Inga underarter finns listade i Catalogue of Life.